# Харф, Мэри
Мэри Харф (англ. Marie Harf; род. 15 июня 1981 года) — официальный представитель Государственного департамента США, ранее официальный представитель Центрального разведывательного управления. Работала в избирательной кампании Барака Обамы в 2012 году.

## Биография
В 1999 году окончила среднюю школу в городе Гранвиле в штате Огайо. Окончила Индианский университет в Блумингтоне со степенью бакалавра политологии и Виргинский университет со степенью магистра международных отношений.
Профессиональную карьеру начинала в аналитическом подразделении Центрального разведывательного управления (ЦРУ) как специалист по ближневосточным вопросам. Позже стала пресс-секретарем ЦРУ.
Во время президентских выборов 2012 года Харф помогала президенту США Бараку Обаме по вопросам национальной безопасности и коммуникационной стратегии, а также выполняла обязанности пресс-секретаря по вопросам национальной безопасности.
В июне 2013 года Харф была назначена заместителем пресс-секретаря Госдепартамента США (с 27 марта по 13 мая 2015 года исполняла обязанности пресс-секретаря).
В декабре 2013 года Мэри Харф советовала властям Украины: «Абсолютно необходимо, чтобы протестам в эти выходные дали пройти мирно и мы продолжаем призывать правительство услышать голос своего народа». Её слова в июне 2020 года юрист Андрей Портнов процитировал и переадресовал властям США.
С 1 июня 2015 года Харф назначена на должность старшего советника по стратегическим коммуникациям государственного секретаря Джона Керри.